# Scepomycter
Genre
Scepomycter est un genre de passereaux de la famille des Cisticolidae. Il est endémique des monts Ukaguru

, Rubeho et Uluguru dans l'Est de la Tanzanie.

## Liste des espèces
Selon la classification de référence du Congrès ornithologique international (version 8.1, 2018) :
- Scepomycter rubehoensis Bowie, Fjeldså & Kiure, 2009 — Bathmocerque des Rubeho, Cisticole des Rubeho, Rousselette des Rubeho
- Scepomycter winifredae (Moreau, 1938) — Bathmocerque de Winifred, Cisticole de Winifred